# We (don't) Care EP
' We (Don't) Care ' es la primera producción de la banda de rock MGMT (antes conocida como  The Management . Nuevas versiones de las canciones "Love Always Remains" y "Kids" fueron puestas por Cantora Records en Time to Pretend EP (2005). "Kids" también fue puesta en Oracular Spectacular con otra versión

## Lista de canciones
Todas las canciones fueron escritas por Andrew VanWyngarden y Ben Goldwasser
| We (Don't) Care |                                  |          |  |
| N.º             | Título                           | Duración |  |
| 1.              | «We Care»                        | 5:05     |  |
| 2.              | «Everything's Happenin' So Fast» | 3:30     |  |
| 3.              | «Love Always Remains»            | 5:33     |  |
| 4.              | «Grutu (Just Becuz)»             | 3:29     |  |
| 5.              | «Kids»                           | 5:11     |  |
| 6.              | «We Don't Care»                  | 3:56     |  |
| 26:44           |                                  |          |  |

- Datos: Q2326848